# Luigi Vaghi
Luigi Vaghi (Parma, 1º settembre 1882 – Parma, 2 gennaio 1967) è stato un fotografo italiano, titolare della più prestigiosa azienda fotografica di Parma del Novecento.
Appena terminate le scuole elementari entrò come garzone nello studio fotografico di Enrico Rastellini, in quegli anni uno dei più affermati a Parma. Nel 1898 diventò primo commesso ma nello stesso anno Ettore Pesci gli offrì una paga più alta e l'incarico di direttore del suo studio. Vaghi accettò e rimase con Pesci fino al 1902, quando aprì un proprio studio in via Garibaldi. In ottobre dell'anno successivo aprì con Giuseppe Carra un nuovo studio in via Garibaldi 103, assumendone la direzione tecnica e amministrativa. Arrivarono presto i primi successi: il re Vittorio Emanuele III gli inviò una lettera di ringraziamento e una spilla d'oro per una riproduzione di un busto di suo padre Umberto I, collocato nel palazzo delle Poste di via Melloni. 
Vi furono alcuni dissensi con Giuseppe Carra sul modo di condurre lo studio e nel 1913 Vaghi rilevò l'atelier di Eugenio Fiorentini in via Angelo Mazza; chiamò il nuovo studio "Alla cartolina parigina" e vi sistemò il Carra. Nel 1916 acquistò anche la "Fotografia Moderna" di strada Garibaldi 76, dove chiamò Uberto Branchi come conduttore fotografico. Nel 1917 lo studio «Vaghi & Carra» di via Garibaldi 103 subì un furto e un incendio, con la perdita di 56.000 lire in attrezzature ed arredi. Nel 1917 Carra morì all'età di soli 35 anni nell'ospedale militare ricavato nelle scuole Pietro Cocconi. Vaghi si assunse le spese del funerale e liquidò alla moglie la sua quota societaria, proseguendo da solo l'attività. 
Nel 1919 fu nominato Cavaliere e l'anno successivo, con un prestito concessogli dalla Cassa di Risparmio di Parma, acquistò l'ex chiesa di Santa Maria della Spina in via Cavour, trasformando l'edificio in un moderno atelier fotografico, che divenne il simbolo della sua supremazia in campo fotografico a Parma. Nel 1922, battendo la concorrenza di altri 18 concorrenti, fu nominato fotografo ufficiale della Casa Reale. Nel 1923 fu premiato con medaglia d'oro all’Esposizione Internazionale di Torino e in aprile riuscì a fotografare Mussolini, ottenendo che la fotografia venisse riprodotta in migliaia di esemplari e acquistata dai comuni di tutta Italia, al costo due lire. Nello stesso anno, dietro interessamento di Emilio De Bono, andò a Berlino per fotografare Hitler, ma vi furono intoppi e dovette tornare a mani vuote. Nel 1925, su deliberazione congiunta di Mussolini e della Casa Reale, fu insignito del titolo di Commendatore. Realizzò con i suoi collaboratori (tra cui Armando Amoretti come ritoccatore e Mario Cattani come stampatore) una famosa gigantografia di Mussolini di 12 metri quadrati, che venne appesa nel cortile del Palazzo della Pilotta. 
Nel 1932 fotografò in Prefettura il principe di Piemonte Umberto I di Savoia.
Il suo studio era l'unico a Parma ad avere una struttura aziendale vera e propria, paragonabile a quella dei fratelli Alinari, ma la crisi economica iniziata nel 1929 si fece sentire pesantemente e negli anni trenta cominciò una flessione. La Banca Cattolica e la Banca Agraria, presso le quali aveva i depositi, fallirono e ciò fu un duro colpo, ma in seguito si riprese. Nel 1937, sull'onda dell'espansionismo fascista, tentò l'avventura dell'Africa Orientale Italiana. Si imbarcò a Napoli con diversi collaboratori e sbarcò a Massaua in settembre. A Natale inaugurò ad Asmara la ditta "Foto Film", divenuta poi "Studio Foto Ottica Comm. Luigi Vaghi", che vendeva anche apparecchi radio, grammofoni e dischi. Tornò in Italia nel 1952 e in quell'anno abbandonò la professione in favore del figlio Bruno.